# Dark Realm
Dark Realm (conhecido como Domínio das Trevas) foi uma série de Ficção científica e de Terror inspirada na série Além da Imaginação. Foi exibida pela Warner Channel e SBT no Brasil.
A série foi criada por Paul Corcoran e Helen Francis.